# Kents Hill and Monkston
Kents Hill and Monkston är en civil parish i kommunen Milton Keynes i Storbritannien. Den ligger i grevskapet Buckinghamshire och riksdelen England, i den södra delen av landet, 70 km nordväst om huvudstaden London. Parish har 8 344 invånare (2011).